# Capuchon

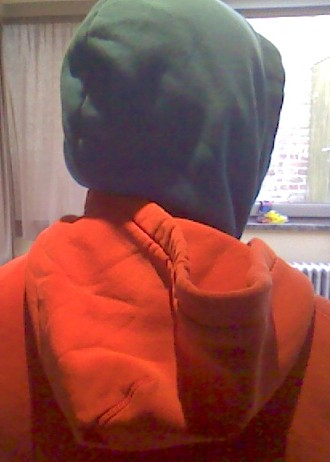
Een trui met capuchon

Een capuchon of kap is een gekromde flap die aan de kraag van een jas, trui, vest of T-shirt kan zitten. Een capuchon kan over het hoofd worden getrokken om het kapsel droog te houden wanneer het regent. Ook kan een capuchon dienen ter bescherming tegen de kou.